# Thomas Achelis
Thomas Ludwig Bernhard Achelis (* 17. Juni 1850 in Gröpelingen; † 17. Juni 1909 in Capri, Kampanien) war ein deutscher Gymnasiallehrer, Ethnologe und Religionswissenschaftler.

## Biografie
Achelis war ein Sohn des Gröpelingener Pastors Thomas Achelis (1802–1892) und seiner Ehefrau Hermine Achelis, geborene Stockmeyer (1818–1889). Er studierte Philosophie und Klassische Philologie an der Universität Göttingen und unterrichtete seit 1874 als Oberlehrer an Schulen in Bremen.
Am 14. Oktober 1886 heiratete Achelis eine Frau namens Minna, mit der er zwei Söhne (einer davon war Thomas Otto Achelis) und eine Tochter hatte und die eine Tochter seines Vetters und Lohgerbers Thomas Achelis war.
1905 wurde Achelis zum Direktor des Neuen Gymnasiums in Bremen-Barkhof ernannt. Er galt als exzellenter Lehrer und schrieb darüber hinaus über die Entwicklungsgeschichte der religiösen und sittlichen Vorstellungen und berücksichtigte dabei Anthropologie, Urgeschichte, vergleichende Rechtswissenschaften, Völkerkunde, Psychologie, Sprachphilosophie, Linguistik und Literaturwissenschaften. Außerdem schrieb er gemeinverständliche Texte.
1898 gründete er das Archiv für Religionswissenschaft und gab dieses bis 1904 heraus.